# Formulářová sbírka
Formulářová sbírka je označení pro kancelářskou pomůcku (v diplomatice počítána k úředním knihám), vzorník listin sestavovaný pro potřeby stylizace skutečných nových listin v kancelářském provozu, případně pro výuku. Vzory listin ve formulářových sbírkách mohou být jak smyšlené, tak opisy reálných listin (zpravidla po odstranění konkrétních částí). Formulářové sbírky mohou být složeny dosti rozmanitě. Význam formulářových sbírek může vězet v zachycení písemností (listin) jinak neznámých. Též mohou ukázat řadu detailů z praxe kanceláře, která je užívala, a spojitosti mezi kancelářemi (sbírky mohly vycházet ze sbírek jiných kanceláří apod.).